# Ministère des Postes du Reich
Le ministère des Postes du Reich (Reichspostministerium) était un ministère du Reich allemand créé en 1919, et qui dure sous le régime nazi jusqu'en 1945.

## Organisation

### Ministres
| Nom                    | Entrée en fonction | Fin des fonctions | Parti      | Cabinet                                                 |
| ---------------------- | ------------------ | ----------------- | ---------- | ------------------------------------------------------- |
| Johannes Giesberts     | 13 février 1919    | 14 novembre 1922  | Zentrum    | Scheidemann, Bauer, Müller I, Fehrenbach, Wirth I & II, |
| Karl Stingl (1)        | 22 novembre 1922   | 12 août 1923      | BVP        | Cuno                                                    |
| Anton Höfle            | 13 août 1923       | 15 décembre 1924  | Zentrum    | Stresemann I & II, Marx I & II                          |
| Karl Stingl (2)        | 15 janvier 1925    | 17 décembre 1926  | BVP        | Luther I & II, Marx III                                 |
| Georg Schätzel         | 28 janvier 1927    | 30 mai 1932       | BVP        | Marx IV, Müller II, Brüning I & II                      |
| Paul von Eltz-Rübenach | 1er juin 1932      | 2 février 1937    | Sans parti | Schleicher, Papen, Hitler                               |
| Wilhelm Ohnesorge      | 2 février 1937     | 1er mai 1945      | NSDAP      | Cabinet Hitler, Goebbels                                |
| Julius Dorpmüller      | 2 mai 1945         | 30 mai 1945       | Sans parti | Schwerin von Krosigk                                    |

### Secrétaires d'État
- Hans Bredow (de) (1921-1926)
- Karl Sautter (de) (1923-1933)
- Ernst Feyerabend (de) (1926-1932)
- August Kruckow (de) (1932-1933)
- Wilhelm Ohnesorge (1933-1937)
- Jakob Nagel (de) (1937-1945)